# Mission der Europäischen Union zur Unterstützung der Reform des Sicherheitssektors in der Republik Guinea-Bissau
Die Mission der Europäischen Union zur Unterstützung der Reform des Sicherheitssektors in der Republik Guinea-Bissau, kurz EU SSR Guinea-Bissau, war eine gemischt zivile und militärische ESVP-Mission zur Unterstützung des Sicherheitssektors im westafrikanischen Guinea-Bissau.
Beschlossen wurde sie am 12. Februar 2008 vom Rat der EU-Außen- und Verteidigungsminister. Oberkommandierender der Mission ist der spanische General Juan Esteban Verástegui. Das anfängliche Mandat wurde bis zum 31. Mai 2009 erteilt. Nach mehreren Verlängerungen lief das Mandat am 30. September 2010 endgültig aus.
Unter militärischem Kommando sollte eine Armee Guinea-Bissaus mit 2000–2500 Soldaten entstehen, die jedoch über keine schweren Geschütze oder gepanzerte Fahrzeuge verfügen sollte. Jedoch sollte es schwer bewaffnete Polizeieinheiten geben, die auch unter militärischem Kommando eingesetzt werden könnten. Noch bevor die Pläne umgesetzt werden konnte, wurde die Mission aus Mangel einer erfolgversprechenden Perspektive beendet.